# Ewald Burger
Ewald Burger (* 4. März 1921 in Trier; † 8. Juli 1981) war ein deutscher Mathematiker und Professor an der Universität zu Köln.

## Leben
Burger studierte an der Georg-August-Universität in Göttingen und der Friedrich-Schiller-Universität in Jena. Nach dem Kriegsdienst und einer Verwundung legte er 1945 das Diplomexamen in Göttingen ab. Ab 1947 hatte er eine Assistentenstelle an der Johann Wolfgang Goethe-Universität in Frankfurt. Im Jahr 1948 folgte die Promotion (Über Schnittzahlen von Homotopieketten) bei Wolfgang Franz, 1951 die Habilitation in Frankfurt. Er erhielt Lehraufträge an der Wirtschaftswissenschaftlichen Fakultät. Er wurde 1957 außerplanmäßiger Professor. Im Jahr 1959 erhielt er den Ruf auf ein Ordinariat für Mathematische Statistik und Wirtschaftsmathematik der Universität zu Köln. Von 1963 bis 1965 war er Gastprofessor in San Luis, Argentinien.
Ab 1965 hatte er einen Lehrstuhl für Mathematik, insbesondere Grundlagen der Mathematik in Köln inne. Außer mit algebraischer Topologie beschäftigte sich Burger zunehmend mit Anwendungen der Mathematik in den Wirtschaftswissenschaften, später mit Logik und Grundlagen der Mathematik. Er war unter anderem Autor eines Buches über Spieltheorie.

## Schriften
- Ewald Burger: Einführung in die Theorie der Spiele. Mit Anwendungsbeispielen, insbesondere aus Wirtschaftslehre und Soziologie, De Gruyter 1959, ISBN 9783111139852. (Reprint 2018/19)

- Introduction to the theory of games. Prentice-Hall, Englewood Cliffs 1963
- Introduzione alla teoria dei giochi: Con esempi di applicazioni a problemi economici, aziendali, sociologici e di analisi statistica. Angeli, Mailand 1967